# Забілло Катерина Василівна
Катерина Василівна Забілло або Забелло, вроджена Книшенко-Бабич (4 грудня 1900, м. Мстислав, Могилівська губернія, тепер Білорусь — 28 жовтня 1943, м. Стамбул, Туреччина) — українська військова і громадська діячка.

## Життєпис

Катерина Забілло, Микола Забілло та їх син Петро

Народилася 4 грудня 1900 року в місті Мстислав, Могилівська губернія, тепер Білорусь. Її батько був військовим, а мати — артисткою.
З 1909 року навчалася в жіночій гімназії міста Гомеля. Під час Першої світової війни, не закінчивши гімназії, разом з братом добровільно приєдналася до Російської імператорської армії. Ще неповнолітньою вийшла заміж за поручника драгунів Василя Петрова та перейшла служити в кінноту.
Під час Української революції протягом 1917—1918 років — в українській армії, бунчужна полку кінноти Армії УНР. 
Згодом на еміграції в Стамбулі. З 1928 року активна діячка Української громади в Туреччині.
Після смерті чоловіка вдруге вийшла заміж за сотника Миколу Забілло. Народила сина Петра.
Померла від раку 28 жовтня 1943 року. Похована на Грецькому православному цвинтарі (Şişli Rum Ortodoks Mezarlığı) у стамбульському районі Шишлі.